# Platygaster shastensis
Platygaster shastensis är en stekelart som beskrevs av Fouts 1924. Platygaster shastensis ingår i släktet Platygaster och familjen gallmyggesteklar. Inga underarter finns listade i Catalogue of Life.